# Гимбав (Брашов)
Гимбав (рум. Ghimbav) насеље је у Румунији у округу Брашов у општини Гимбав. Oпштина се налази на надморској висини од 557 m.

## Историја
Према државном шематизму православног клира Угарске 1846. године у месту "Видомбак" је живело 93 породице, са још 83 Волкањских. Православни свештеници били су парох поп Никола Поповић и капелан поп Никола Радој.

## Становништво
Према подацима из 2002. године у насељу је живело 5112 становника.

### Попис2002.
| Расподела становништва по националности 2002.‍ | Расподела становништва по националности 2002.‍ | Расподела становништва по националности 2002.‍ | Расподела становништва по националности 2002.‍ | Расподела становништва по националности 2002.‍ |
| --------------------------------------------- | --------------------------------------------- | --------------------------------------------- | --------------------------------------------- | --------------------------------------------- |
|                                               |                                               |                                               |                                               |                                               |
| Румуни                                        | Румуни                                        |                                               | 4.795                                         | 94,0%                                         |
| Мађари                                        | Мађари                                        |                                               | 237                                           | 4,6%                                          |
| Роми                                          | Роми                                          |                                               | 13                                            | 0,3%                                          |
| Немци                                         | Немци                                         |                                               | 56                                            | 1,1%                                          |

### Хронологија
| Година       | 1992 | 1993 | 1994 | 1995 | 1996 | 1997 | 1998 | 1999 | 2000 | 2001 | 2002 | 2003 | 2004 | 2005 | 2006 | 2007 | 2008 | 2009 | 2010 | 2011 | 2012 | 2013 | 2014 | 2015 | 2016 | 2017 |
| ------------ | ---- | ---- | ---- | ---- | ---- | ---- | ---- | ---- | ---- | ---- | ---- | ---- | ---- | ---- | ---- | ---- | ---- | ---- | ---- | ---- | ---- | ---- | ---- | ---- | ---- | ---- |
| Становништво | 4426 | 4593 | 4736 | 4794 | 4817 | 4922 | 4975 | 4994 | 5018 | 5043 | 5116 | 5173 | 5279 | 5356 | 5427 | 5478 | 5534 | 5572 | 5602 | 5682 | 5730 | 5786 | 5885 | 5970 | 6028 | 6201 |